# Asthenotricha barnsae
Asthenotricha barnsae là một loài bướm đêm trong họ Geometridae.